# Peltis grossa
Peltis grossa es una especie de coleóptero de la familia Trogossitidae.

## Distribución geográfica
Habita en Europa.